# كيتي أونيل
كيتي لين أونيل (24 مارس 1946 - 2 نوفمبر 2018) متسابقة ومؤدية مشاهد خطيرة أمريكية حاصلة على لقب "أسرع امرأة في العالم". تسبب مرض في الطفولة المبكرة في إصابتها بالصمم، كما أن إصابتها بأمراض أخرى في بداية مرحلة البلوغ أدت إلى إنهاء حياتها المهنية في رياضة الغطس. إلا أن عملها اللاحق في تأدية المشاهد الخطيرة وسباقها أدى إلى تصوير فيلم تلفزيوني عنها وإلى صنع دمية على شكلها. كانت حتى عام 2019 الحاصلة على الرقم القياسي المطلق للسرعة على الأرض للنساء حتى عام 2019.

## نشأتها
ولدت كيتي لين أونيل في مدينة كوربوس كريستي في ولاية تكساس بتاريخ 24 مارس 1946. والدها جون أونيل كان ضابطًا في القوات الجوية للجيش الأمريكي، ومنقبا عن النفط سابقا. توفي الأب إثر حادث تحطم طائرة خلال طفولة كيتي. أما والدتها باتسي كومبتون أونيل، فهي أمريكية أصلية من قبيلة شيروكي. أصيبت كيتي أونيل وهي في سن خمسة أشهر بعدة أمراض متزامنة، مما أدى إلى فقدان سمعها. بعد أن تجلى صممها في سن الثانية، علمتها والدتها قراءة الشفاه والكلام، وأصبحت لاحقا أختصاصية في علاج النطق وشاركت في تأسيس مدرسة لذوي الإعاقات السمعية في ويتشيتا فولز في تكساس .
شاركت كيتي في سن المراهقة في منافسات الغطس من منصة ثابتة على ارتفاع 10 أمتار والغطس من منط على ارتفاع 3 أمتار، وفازت ببطولات غطس اتحاد الرياضيين الهواة. بدأ مدرب الغطس سامي لي بتدريبها عام 1962. قبل مرحلة اختيار المتنافسين في الألعاب الأولمبية لعام 1964، كسرت كيتي معصمها وأصيبت بالتهاب السحايا في العمود الفقري، والذي كاد يفقدها قدرتها على المشي، وأنهى حرمها من الاشتراك في فريق الغوص الأولمبي. شاركت في سباق السباحة الظهرية 100 متر والسباحة الحرة 100 متر في بطولة الديفلمبياد الصيفي لعام 1965. بعد تعافيها من التهاب السحايا فقدت اهتمامها بالغطس وتحولت إلى التزلج على الماء والغوص والهبوط بالمظلات والطيران الشراعي، مبررة ذلك بأن الغطس "لم يكن مخيفًا بما يكفي بالنسبة لي". خضعت في أواخر العشرينيات من عمرها لعلاجين من السرطان. 

## امتهان السباقات وتأدية المشاهد الخطيرة
بحلول العام 1970 كانت كيتي أونيل قد بدأت المشاركة بسباقات على الماء والأرض، فشارك في سباق باها 500 ومينت 400. قابلت مؤديي المشاهد الخطيرة هال نيدهام ورون هامبلتون أثناء سباق للدراجات النارية وعاشت مع هامبلتون واعتزلت السباق لفترة. ثم في منتصف السبعينيات من القرن الماضي، بدأت بتأدية المشاهد الخطيرة وتدربت مع كل من نيدهام وهامبلتون ودار روبنسون. في عام 1976 أصبحت أول امرأة تؤدي مع وكالة "Stunts Unlimited" للأعمال المثيرة الرائدة في ذلك الوقت. مثلت كمؤدية مشاهد مثيرة في عدد من الإنتاجات التلفزيونية والسينمائية مثل المرأة البيونية ومطار 77 والإخوة بلوز سموكي وبانديت 2. وفي عام 1978 صنعت شركة ماتيل دمية أكشن مستلهمة من حياة كيتي أونيل.
استبدلت كيتي أونيل جيني إيبر التي كانت تؤدي المشاهد الخطيرة للمثلة ليندا كارتر في المسلسل التلفزيوني المرأة المعجزة لتأدية قفزة صعبة في العام 1979. سجلت بتصويرها في هذه الحلقة رقمًا قياسيًا لأعلى سقوط للسيدات بلغ 127 قدما، أي 39 مترا في فندق فالي هيلتون المكون من 12 طابقًا في شيرمان أوكس في كاليفورنيا. عزت كيتي هذا إلى صغر حجمها بطول 157سم ووزن 44كغم، مما مكنها من تحمل قوة التصادم. حطمت فيما بعد رقمها القياسي بـسقوطها من طائرة هليكوبتر من ارتفاع 180 قدما أي 55 مترا. وفي عام 1977، سجلت أونيل رقماً قياسياً للسيدات في السرعة على الماء وهو 275 ميل في الساعة أي 44 كم/س، حققت رقمًا قياسيًا للسيدات في التزلج على الماء عام 1970 للسيدات بلغ سرعة 104.85 ميل في الساعة أي 168.74كم/س.

## رقم قياسي للسرعة على الأرض
بتاريخ 6 ديسمبر 1976 أحرزت أونيل رقما قياسيا للسرعة على الأرض في صحراء ألفورد جنوب شرق ولاية أوريغون، حيث قادت سيارة صاروخية بثلاث عجلات تعمل ببيروكسيد الهيدروجين من صنع بيل فريدريك تسمى "SMI Motivator" والتي كلفت 350 ألف دولار (ما يعادل 1.7 مليون دولار في عام 2020). كان متوسط سرعة السيارة 512.710 ميلا بالساعة أي 825.127كم/س وسرعة قصوى بلغت 621 ميلا في الساعة أي 999كم/س.
قيل أن طلعات أونيل استخدمت 60٪ من قوة الدفع الممكنة، وقدّرت أونيل بأنها كانت ستتجاوز سرعة 700 ميل في الساعة (1100كم/س) لو استخدمت القوة الكاملة.

### محاولة منعها من قبل الرعاة
عانت كيتي أونيل من التقييدات في عقدها التي فرضها الرعاة عليها. اشترط عقدها عليها تحطيم الرقم القياسي لسرعة الأرض للسيدات فقط، وترك تسجيل الرقم القياسي الكلي لهال نيدهام. لم يسمح لها عقدها تجاوز سرعة 400 ميل في الساعة (640كم/س). حتى أن شركة الألعاب مارفين غلاس التي كانت ترعى نيدهام وفي صدد إطلاق دمية أكشن لشخصيته حصلت على أمر قضائي بإيقاف أونيل عن العمل. قيل إن متحدثا باسم الشركة (ما فندته مجلة "Sports Illustrated") قال إنه "غير لائق بل مهين بأن تسجل امرأة رقمًا قياسيًا لسرعة الأرض." لم يسجل نيدهام رقماً قياسياً ولا حتى قاد السيارة، فيما فشلت محاولة قانونية قامت بها أونيل مع هامبلتون للسماح لأونيل بمحاولة أخرى. تسبب سحب السيارة من أونيل بدعاية سلبية للرعاة، ولم تسوق دمى نيدهام في نهاية الأمر.

## السنوات اللاحقة ووفاتها
في عام 1979 صدر فيلم وثائقي عن حياة كيتي أونيل باسم "النصر الصامت" من بطولة ستوكارد تشانينج. ادعت أونيل بأن ما يقارب نصف الفيلم صور الواقع تصويرًا دقيقًا.
اعتزلت أونيل العمل بالمشاهد الخطيرة وألعاب السرعة عام 1982 بعد وفاة زملاء لها أثناء تأديتهم. انتقلت إلى مينيابوليس مع مايكلسون وبعد ذلك إلى مدينة يوريكا في داكوتا الجنوبية مع رايموند والد. حققت أونيل 22 رقما قياسيا على الأرض والماء قبل تقاعدها.
توفيت في 2 نوفمبر 2018 بعد إصابتها بالتهاب رئوي في يوريكا عن عمر يناهز 72 عامًا. ظهر اسمها في فقرة لتخليد ذكرى من رحلوا في حفل جوائز الأوسكار عام 2019.
احتفلت جوجل في 24 مارس 2023 بعيد ميلاد كيتي أونيل الـ77 برسم دودل خاص بها.

## روابط خارجية
- كيتي أونيل على موقع IMDb (الإنجليزية)
- كيتي أونيل على موقع قاعدة بيانات الفيلم (الإنجليزية)